# مويو
بلدية مويو (بالإسبانية: Molló) هي بلدية تقع في مقاطعة جرندة التابعة لمنطقة كتالونيا شمال شرق إسبانيا.

## الديموغرافيا
بلغ عدد سكان بلدية مويو 358 نسمة عام 2011 (وفقاً للمعهد الوطني الإسباني للإحصاء).
| 333 | 343 | 322 | 336 | 340 | 360 | 358 |